# Следы от немецких артиллерийских снарядов в Санкт-Петербурге
Во время блокады Ленинграда с 1941 по 1944 год немецкой артиллерией было выпущено по городу около 150 000 снарядов. От обстрелов пострадало свыше 600 предприятий, около 7000 жилых зданий, убито более 25 000 жителей. В том числе пострадало множество памятников архитектуры, целый ряд которых были утеряны безвозвратно.
Первый артобстрел Ленинграда был произведен 4 сентября 1941 года со стороны Тосно. В дальнейшем обстрел города производился со стороны Урицка. Дальность стрельбы немецкой артиллерии составляла до 30 км. Последний артобстрел города был произведен 22 января 1944 года. 
После войны во время реставрационных работ в начале 1970-х годов часть следов от осколков снарядов была оставлена на некоторых исторических зданиях в качестве памятника блокаде. Рядом размещены памятные доски работы архитектора Петрова В. А. следующего содержания:

Это следы

 одного из 148 478

 снарядов

 выпущенных

 фашистами

 по Ленинграду

 в 1941-44 гг.
Памятные следы сохранены на северо-западном гранитном постаменте коня Клодта Аничкова моста, на ступенях и колоннах западного фасада Исаакиевского собора и на северном фасаде храма «Спас на Крови».
|                        |                        |                    |                    |                   |
| На Исаакиевском соборе | На Исаакиевском соборе | На Аничковом мосту | На Аничковом мосту | На Спасе на Крови |